# Desportivo Militar 6 de Setembro
El Desportivo Militar 6 de Setembro es un equipo de fútbol de Santo Tomé y Príncipe que juega en el Campeonato nacional de Santo Tomé y Príncipe, la primera división de fútbol del país.

## Historia
Fue fundado el 6 de septiembre de 1977 en el poblado de Santana, Santo Tomé y Príncipe como el equipo representante de las Fuerzas Armadas de Santo Tomé y Príncipe, por lo que fue fundado en el mismo día en el que se le festeja al ejército, aparte de ser el único equipo militar del país.
En el año 1988 se convirtió en el primer equipo que gana el título de liga y de copa nacional en la misma temporada.
Fue hasta el año 2010 que el club volvió a ganar un título cuando ganó la Copa Nacional de Santo Tomé y Príncipe por segunda ocasión venciendo en la final al Sporting Clube do Príncipe 2-1, mismo año en el que ganan la supercopa nacional por primera vez venciendo al GD Sundy.

## Palmarés
- São Tomé and Príncipe Championship: 1

1988
- Taça Nacional de São Tomé e Principe: 2

1988, 2010
- São Tomé and Príncipe Super Cup: 1

2011
- São Tomé Island League: 1

1988
- Taça Regional de São Tomé: 1

2010
- Tercera División de Santo Tomé: 1

2016